# Herman Ernest

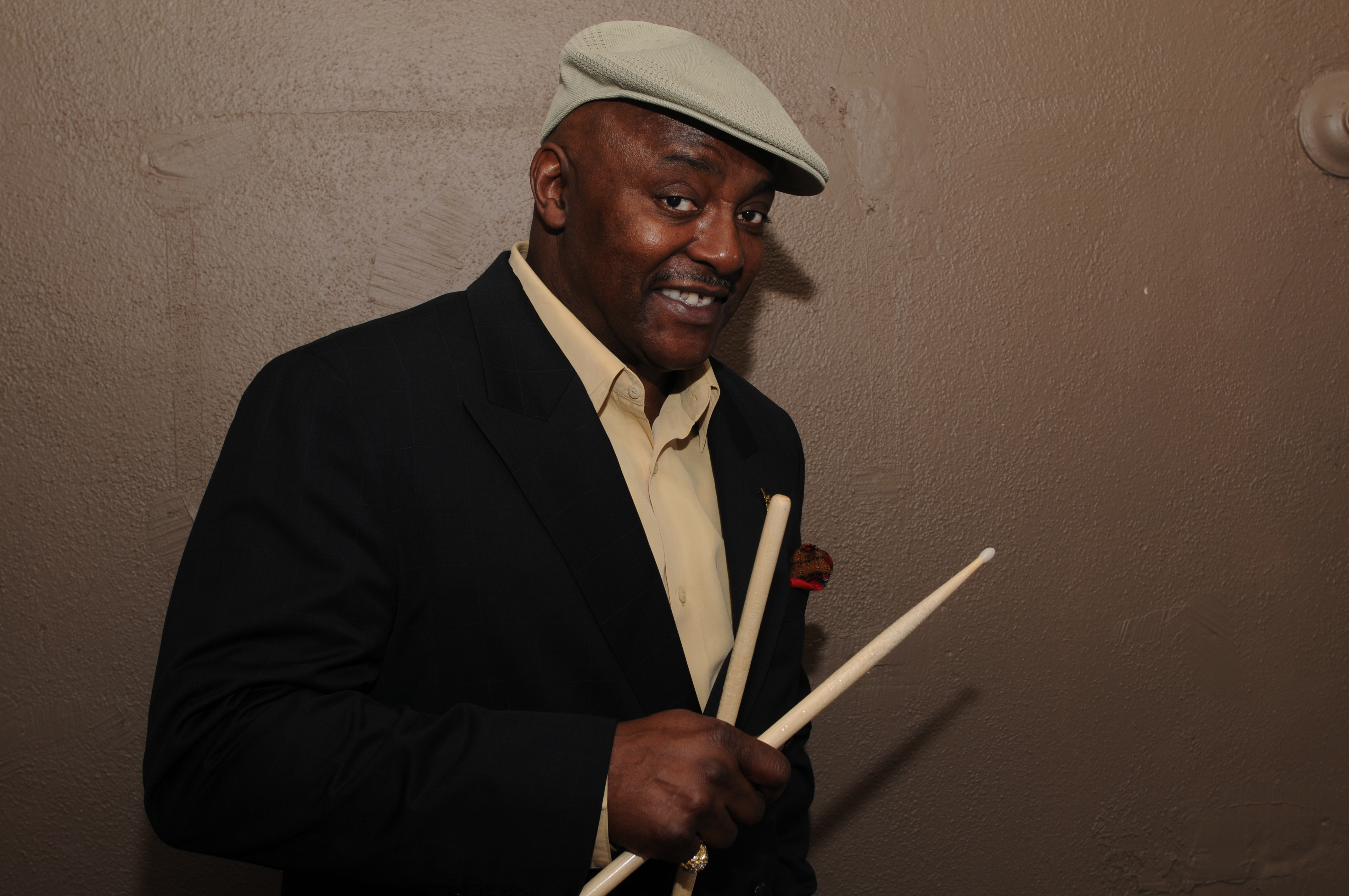
Herman Ernest

Herman Villere „Roscoe“ Ernest III (* 12. August 1951; † 6. März 2011 in New Orleans) war ein US-amerikanischer Rhythm-and-Blues-Schlagzeuger.

## Leben und Wirken
Ernest war langjähriges Mitglied der Musikszene von New Orleans und begann seine Karriere in Funk-Gruppen; Mitte der 1970er Jahre spielte er bei Produktionen von Allen Toussaint wie Patti LaBelles Disco-Hit Lady Marmalade mit. Außerdem nahm er mit Lee Dorsey (Night People 1978), den Neville Brothers (Fiyo on the Bayou, 1981), Irma Thomas, Aaron Neville, Maceo Parker, Solomon Burke (A Change Is Gonna Come, 1986), Snooks Eaglin, Johnny Adams, Anders Osborne und Al „Carnival“ Johnson auf. Ernest war zwei Jahrzehnte lang Schlagzeuger bei Dr. John und wirkte an mehreren seiner Alben mit, etwa Dr. Johns Blue Note-Produktionen Duke Elegant (2000)´, Creole Moon und zuletzt 2006 auf dessen Johnny-Mercer-Tributalbum Mercernary, bei dem Ernest die Einleitung zu Come Rain or Come Shine spricht.
2004 nahm er mit Herlin Riley, Johnny Vidacovich und Earl Palmer eine Lehr-DVD auf. Noch 2009 trat er mit dem Jazztrompeter Jeremy Davenport und Kermit Ruffins auf (We’ll Dance Til Dawn), zuletzt 2010 auf dem New Orleans Jazz and Heritage Festival. Er starb Anfang März 2011 nach einer langjährigen Krebserkrankung.